# Salida, Kalifornien
Salida är en ort (CDP) i Stanislaus County, i delstaten Kalifornien, USA. Enligt United States Census Bureau har orten en folkmängd på 13 722 invånare (2010) och en landarea på 13,8 km².